# Resistance Records
Resistance Records — канадский лейбл звукозаписи, принадлежащий компании Resistance LLC, которая была тесно связана с организацией Национальный альянс (США). Он производил и продавал музыку неонацистских и белых сепаратистских музыкантов, главным образом через свой веб-сайт. Resistance LLC также издавала журнал под названием Resistance, редактором которого в 1999 году стал Эрих Глибе. Лейбл внесён в список групп ненависти Южным центром правовой защиты бедноты. По состоянию на 2011 год штаб-квартира лейбла находилась в городе Лафкин, штат Техас, США. Их официальный сайт не работает с 2017 года.

## История
Лейбл был основан в Виндзоре, Онтарио, в декабре 1993 года сторонником превосходства белой расы Джорджем Бурди. Джордж Бурди в то время носил имя «Джордж Эрик Хоуторн». В январе 1994 года лейбл также был зарегистрирован в Детройте, штат Мичиган. С запуском нового музыкального лейбла появился новый журнал Resistance. В 1995 году тираж журнала составлял более 13 000 экземпляров. Этот журнал по-прежнему издаётся и распространяется Национальным альянсом. Среди групп, подписанных на лейбл, была собственная группа Бурди — RaHoWa (сокращение от «Расовая священная война»), которая распалась после того, как Бурди отказался от неонацизма.
Бурди участвовал в уличном марше сторонников превосходства белой расы в мае 1993 года, во время которого он ударил ногой в лицо женщину, протестующую против расизма. Бурди был обвинён в нападении с причинением телесных повреждений в 1995 году и приговорён к 12 месяцам лишения свободы. Он был арестован после проигрыша апелляций и отбыл срок за нападение в 1997 году. Канадские деловые партнёры Бурди, Джейсон Сноу и Джо Талик, взяли под свой контроль Resistance в 1996 году. Американского менеджера Марка Уилсона позже сменил Эрик Дэвидсон, бывший редактор североамериканского издания британской сети Blood & Honour, который переехал из Калифорнии в Мичиган в январе 1997 года.
В апреле 1997 года компания Resistance Records была временно выведена из бизнеса из-за налогового спора и судебного преследования за распространение материалов, пропагандирующих ненависть в Канаде. В то время оборудование находилось в Соединённых Штатах, в арендованном доме в Милфорде, штат Мичиган, где проводилась работа. Федеральные маршалы под руководством Налогового управления США изъяли записи и всё оборудование. В конце концов был выплачен небольшой штраф за неуплату должным образом государственного налога с продаж, и записи и оборудование были возвращены. Лейбл больше никогда не работал в Канаде из-за нарушений канадских законов о разжигании ненависти. После приговора 1997 года Джордж Бурди отказался от расизма и создал этнически разнообразную группу Novacosm.
В 1998 году Resistance Records была продана Уиллису Карто, вместе с его помощником Тоддом Блоджеттом, и зарегистрирована в Вашингтоне, округ Колумбия. В течение короткого времени Resistance Records действовали из Калифорнии. Блоджетт и Уильям Лютер Пирс, глава Национального альянса, купили частичную собственность. В 1999 году Карто и Блоджетт продали акции компании Пирсу. Пирс уволил Блоджетта и перенёс всю работу в свою собственность площадью 1,6 км² в Хиллсборо, Западная Вирджиния. Также в 1999 году Resistance Records купили шведский white power лейбл Nordland Records, удвоив свой реестр. В 2000 году он была преобразована в ООО в Западной Вирджинии. По состоянию на 2007 год генеральным директором Resistance Records был Эрих Глибе.
По состоянию на 2017 год домашняя страница официального веб-сайта загружалась, но была связана только со страницей, которая возвращалась на сообщение об ошибке. Сайт полностью отключён с начала 2019 года.

## Филиалы
Resistance Records владеет несколькими более мелкими лейблами, в первую очередь лейблами блэк-метала Cymophane Records (также известными как Cymophane Productions) и Unholy Records. Это прикрытие для Cymophane Records, которое было куплено Национальным альянсом, главным образом для того, чтобы получить права на распространение альбомов Burzum в Соединённых Штатах. Лейбл также выпустил альбомы Nocturnal Fear и Nachtmystium, которые не являются NSBM-группами. Лейблом управляет Имир Г. Винтер, который играет на гитаре в Grom, нью-йоркской NSBM-группе. В своё время Resistance Records управляла веб-радиостанцией Resistance Radio, которая транслировала white power музыку через Интернет 24 часа в сутки.

## Торговля
Resistance Records поддерживала интернет-магазин, в котором продавалось более 1000 компакт-дисков, а также одежда, флаги и две компьютерные игры, которые они разработали, «Этническая чистка» и «Белый закон», которые были доступны только для покупки на их веб-сайте.